# The Parallax View
The Parallax View is een film uit 1974 van regisseur Alan J. Pakula met Warren Beatty in de hoofdrol. Deze politieke paranoiathriller is gebaseerd op de gelijknamige roman van auteur Loren Singer.

## Inhoud
Joseph Frady is een ex-drankverslaafde reporter. Zijn ex-vriendin en collega Lee Carter is op Independence Day aanwezig in de Space Needle, waar Senator Charles Carroll vermoord wordt. Na de aanslag proberen de veiligheidsdiensten de moordenaar, een ober, op te pakken maar de man valt van het dak van de Space Needle. In tegenstelling tot het officiële onderzoek is Carter ervan overtuigd dat er meer aan de hand was dan de waanzinnige daad van één man. Ze denkt dat er meer achter de moord zit. Bovendien zijn er al zes van de ooggetuigen op betwistbare wijze gestorven en Carter denkt dat zij het volgende slachtoffer wordt.
Wanneer ze bij Frady hulp gaat zoeken, lijkt hij haar niet te geloven. Zijn carrière beleeft een dieptepunt en Frady is niet echt van plan op Carters theorieën in te gaan. Maar wanneer Carter op disputabele wijze om het leven komt, gaat Frady zelf op onderzoek uit. Tijdens zijn onderzoek doet hij zich voor als Richard Paley en hoopt hij niet het volgende slachtoffer te worden. Terwijl hij steeds meer bewijzen vindt, probeert hij contact op te nemen met Austin Tucker, de woordvoerder van de vermoorde Senator Carroll. Frady en Tucker ontmoeten elkaar en varen uit schrik voor afluisteraars met een boot weg van het vasteland. Frady krijgt foto's te zien van de beruchte dag in de Space Needle maar lijkt er niet echt wijzer uit te worden.
Even later ontploft de boot. Frady wordt door de explosie in zee geworpen, maar Tucker is dood. Frady wordt door de pers dood verklaard. Enkel Frady's baas weet dat hij nog in leven is en dat hij van plan is om deze zaak grondig te onderzoeken. Via enkele documenten komt Frady op de hoogte van een mysterieuze organisatie genaamd Parallax Corporation. Hij komt te weten dat deze organisatie moordenaars zoekt door middel van psychologische testen. Frady slaagt erin om een test te vervalsen en aangenomen te worden bij de Parallax Corporation. Daar herkent hij een van de mannen die Tucker liet zien op zijn foto's. Frady weet dat hij de waarheid op het spoor is.
Maar wanneer Frady ontdekt dat ook zijn baas op betwistbare wijze is gestorven, gaat hij over tot actie. Hij gaat op zoek naar Jack Younger, de man die hem rekruteerde in dienst van Parallax Corporation. Hoewel hij Jack niet vindt, besluit hij de verdachte man van Tuckers foto te volgen. Al gauw merkt hij dat ze een nieuwe aanslag aan het plannen zijn, maar ditmaal op Senator John Hammond. Frady houdt de situatie in het oog en ziet hoe Hammond koelbloedig wordt doodgeschoten. Net na de aanslag merkt hij ook dat hij in de val gelokt is en dat het de bedoeling was van Parallax Corporation om hem naar de plaats van de moord te lokken.
Frady wacht geduldig terwijl hij nadenkt hoe hij onopgemerkt kan vluchten. Wanneer hij denkt dat de kust veilig is, sprint hij richting een openstaande deur. Maar wanneer hij er bijna is, verschijnt er een man die hem zonder omhaal doodschiet.
De onderzoekscommissie besluit dat de moord op Senator John Hammond het werk was van één man: Joseph Frady.

## Rolverdeling
| Acteur          | Personage                 |
| --------------- | ------------------------- |
| Warren Beatty   | Joseph "Joe" Frady        |
| Paula Prentiss  | Lee Carter                |
| Hume Cronyn     | Bill Rintels              |
| William Daniels | Austin Tucker             |
| Walter McGinn   | Jack Younger              |
| Kelly Thorsden  | Sheriff L.D. Wicker       |
| Chuck Waters    | Thomas Richard Linder     |
| Earl Hindman    | Deputy Red                |
| William Joyce   | Senator Charles Carroll   |
| Jim Davis       | Senator George Hammond    |
| Bill McKinney   | Parallax Assassin         |
| Anthony Zerbe   | Prof. Nelson Schwartzkopf |
| Richard Bull    | Parallax Goon             |

## Productie

### Achtergrond
In de jaren 1960 werden er in de Verenigde Staten verscheidene politieke moorden gepleegd. President John F. Kennedy werd vermoord, evenals diens broer Robert F. Kennedy en de burgerrechtenactivisten Martin Luther King en Malcolm X.

### Ontwikkeling
In de zomer van 1970 werd de psychologische thriller The Parallax View van schrijver Loren Singer uitgebracht door uitgeverij Doubleday, dat hoopte om het werk een jaar later ook te verfilmen. Scenarist Lorenzo Semple jr. werd in dienst genomen om de roman om te vormen tot een scenario en Michael Ritchie werd benaderd om de film te regisseren. Het productiebedrijf Palladium van producenten Steven Bach, Gustave Berne en Gabriel Katzka kocht de rechten op het scenario. Nadat Ritchie was afgehaakt, stelde Katzka het script voor aan regisseur Alan J. Pakula en acteur Warren Beatty. Door de medewerking van Pakula en Beatty wist de producent vervolgens filmstudio Paramount Pictures te overtuigen om de film te financieren en uit te brengen. In afwachting van de opnames trok Pakula naar Spanje om aan de productie van Love and Pain and the Whole Damn Thing (1973) te beginnen.
Het scenario van Semple deelde weinig met het oorspronkelijke boek van Singer en was eerder een originele thriller dan een trouwe boekadaptatie. De scenarist was wel gefascineerd door het centrale thema van het boek, namelijk dat er een mysterieuze organisatie bestond die zich niet bezighield met het plegen van moorden, maar met het creëren van bewijsmateriaal om de moorden later in de schoenen van bepaalde mensen te kunnen schuiven. Pakula wilde zich echter meer op het thema van de politieke moordaanslagen toespitsen. Bovendien moest Semple zijn hoofdpersonage, een politieagent, veranderen in een onderzoeksjournalist. Tot grote ergernis van Paramount haakte de scenarist af, waarna David Giler in dienst werd genomen om het scenario te herschrijven.

### Opnames

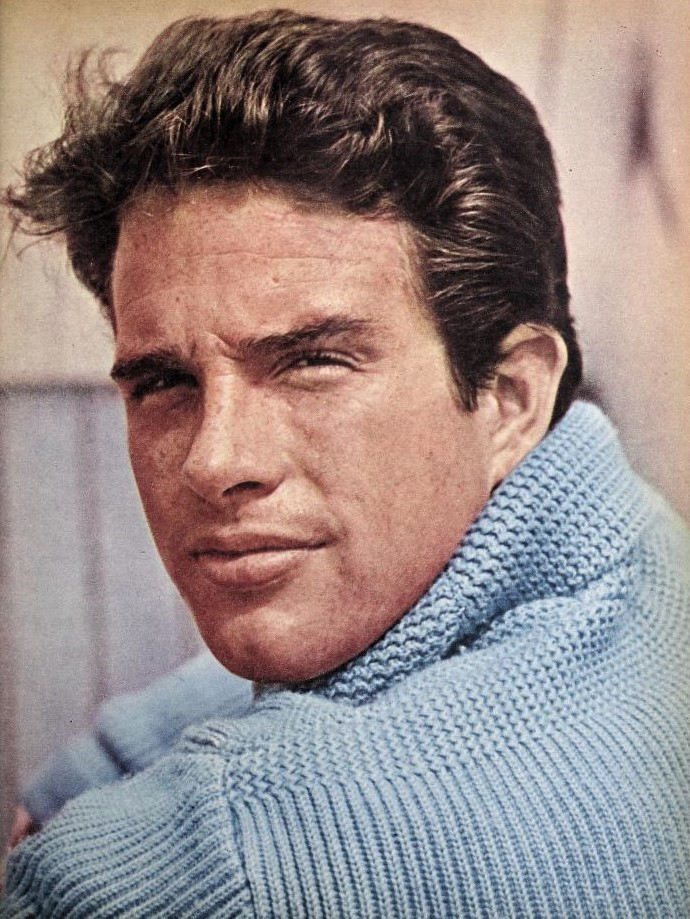
Hoofdrolspeler Warren Beatty vond dat Paramount Pictures de film onvoldoende had gepromoot.

Een staking van de Writers Guild of America (WGA) zorgde ervoor dat Giler zijn werk niet kon afmaken, waardoor Pakula de productie wilde uitstellen. Maar omdat Paramount contractueel verplicht was om hoofdrolspeler Beatty te betalen, of er nu opnames waren of niet, werd de regisseur aangespoord om met een onafgewerkt script aan de opnames te beginnen. Als een gevolg schreven Pakula en Beatty zelf scènes voor de film. Daarnaast riep Beatty ook de hulp in van scenarist Robert Towne, hoewel dit een overtreding van de WGA-regels was. Acteur Hume Cronyn kreeg hierdoor slechts enkele dagen voor hij aan de slag moest te horen wat zijn rol was.
Er werd gefilmd aan de Gorge-dam van de Skagit-rivier in de staat Washington. Verder vonden er ook opnames plaats op de Bob Hope-luchthaven in Burbank en aan de Space Needle in Seattle. De openingsscène van de film, waarin een senator wordt doodgeschoten, vertoont enkele gelijkenissen met de moord op Robert F. Kennedy.
Cameraman Gordon Willis, die met Pakula ook al had samengewerkt aan Klute (1971), gebruikte onder meer lange cameralenzen en een oppervlakkige focus (Engels: shallow focus) om het hoofdpersonage te isoleren.
Het scenario gaf op een gegeven moment aan dat het hoofdpersonage Joe Frady een psychologische test moest ondergaan. Omdat de scène in het script niet was uitgewerkt, werd in eerste instantie besloten om Frady geïnterviewd te laten worden door een medewerker van de Parallax Corporation. In post-productie concludeerde Pakula dat de interviewscène niet werkte, waarop hij samen met zijn assistent Jon Boorstin enkele afbeeldingen begon te verzamelen voor een slideshow. De soms schokkende foto's werden afgewisseld met woorden als "moeder" en "liefde" om zo een emotionele reactie los te weken bij het hoofdpersonage. Deze opvallende montage, die volledig in post-productie bedacht en gecreëerd werd, groeide uit tot de bekendste scène van de film. Pakula en Boorstin gebruikten onder meer foto's van Richard Nixon, Adolf Hitler, Paus Johannes XXIII en Lee Harvey Oswald en een prent van Thor die getekend werd door Jack Kirby.

### Distributie en ontvangst
The Parallax View werd op 14 juni 1974 uitgebracht door Paramount Pictures. Beatty stoorde zich aan het feit dat de film amper gepromoot werd door de studio en moest concurreren met Chinatown (1974), dat een week later door Paramount werd uitgebracht. De acteur zelf kon de film ook niet promoten omdat hij net aan de opnames van Shampoo (1975) begonnen was. De film was dan ook geen commercieel succes. In België en Nederland werd de film pas in de zomer van 1975 uitgebracht.
Aanvankelijk kreeg de film verschillende negatieve commentaren. Onder meer criticus Vincent Canby van The New York Times schreef een negatieve recensie over de film. Ook Richard Schickel van Time Magazine was vernietigend. Roger Ebert gaf de film dan weer een score van 3 op 4.
In de daaropvolgende jaren kreeg de film meer erkenning en doken er ook steeds vaker positieve recensies op. The Times bestempelde The Parallax View als "de beste politieke thriller van de jaren 1970". Op de website Rotten Tomatoes heeft de film een score van 92%, gebaseerd op 26 reviews die geschreven werden tussen 2002 en 2010.

## Trivia
- The Parallax View wordt vaak beschouwd als de tweede film uit een drieluik van paranoiafilms van regisseur Alan J. Pakula. Klute (1971) en All the President's Men (1976) zijn respectievelijk de eerste en laatste film uit deze trilogie.
- Politieke en paranoiathrillers in het algemeen, en The Parallax View in het bijzonder, worden beschouwd als een trend van de jaren 1970.